# Mellisa Hollingsworth
Mellisa Hollingsworth (Lacombe, 4 oktober 1980) is een Canadees skeletonster. Ze vertegenwoordigde haar vaderland op de Olympische Winterspelen 2006 in Turijn, op de Olympische Winterspelen 2010 in Vancouver en op de Olympische Winterspelen 2014 in Sotsji.

## Carrière
Hollingsworth maakte haar wereldbekerdebuut tijdens het seizoen 1996/1997, het eerste seizoen waarin er ook een wereldbeker werd georganiseerd voor de vrouwen. In 2000 behaalde ze haar eerste medaille: op de wereldkampioenschappen in Igls eindigde ze op de tweede plaats, achter de Duitse Steffi Hanzlik. 
Op 9 november 2005 behaalde ze haar eerste wereldbekeroverwinning met winst van de wedstrijd in Calgary. Hollingsworth won ook het eindklassement in de wereldbeker. 2006 was voor Hollingsworth een uiterst succesvol jaar. Ze nam ook deel aan de Olympische Winterspelen van 2006, waar ze goed was voor een bronzen medaille. 
In het seizoen 2009/2010 behaalde Hollingsworth drie wereldbekeroverwinningen. Mede hierdoor was ze een tweede keer de beste in de eindstand van de wereldbeker skeleton. Enkele weken later nam Hollingsworth een tweede keer deel aan de Olympische Winterpspelen. In eigen land in Vancouver lag Hollingsworth in tweede positie na drie runs, maar na een slechte 4e run kwam ze niet verder dan de 5e plaats in het totaalklassement. Op de wereldkampioenschappen skeleton 2011 |in Königssee gleed Hollingsworth naar de bronzen medaille op zowel het individuele nummer als de landenwedstrijd. Eén jaar later, op de Wereldkampioenschappen skeleton 2012 in Lake Placid behaalde ze zilver in het individuele skeleton en de bronzen plak in de landenwedstrijd.
In 2014 werd Hollingsworth 11e in het skeleton op Olympische Winterspelen 2014 in Sotsji.

## Resultaten

### Olympische Spelen
| Jaar | Plaats    | Onderdeel |
| ---- | --------- | --------- |
| 2006 | Turijn    | Brons     |
| 2010 | Vancouver | 5e        |
| 2014 | Sotsji    | 11e       |

### Wereldkampioenschappen
| Jaar | Plaats       | Onderdeel                         |
| ---- | ------------ | --------------------------------- |
| 2000 | Igls         | Individueel                       |
| 2001 | Calgary      | 8e Individueel                    |
| 2003 | Nagano       | 5e Individueel                    |
| 2004 | Königssee    | 7e Individueel                    |
| 2005 | Calgary      | 10e Individueel                   |
| 2008 | Altenberg    | 6e Individueel                    |
| 2009 | Lake Placid  | 6e Individueel 4e Landenwedstrijd |
| 2011 | Königssee    | Individueel · Landenwedstrijd     |
| 2012 | Lake Placid  | Individueel · Landenwedstrijd     |
| 2013 | Sankt Moritz | 5e Individueel 6e Landenwedstrijd |

### Wereldbeker
| Seizoen   | Rang  |
| --------- | ----- |
| 1996/1997 | 7e    |
| 1997/1998 | 9e    |
| 1998/1999 | 5e    |
| 1999/2000 | 5e    |
| 2000/2001 | 11e   |
| 2001/2002 | 11e   |
| 2002/2003 | 6e    |
| 2003/2004 | 8e    |
| 2004/2005 | 8e    |
| 2005/2006 | Goud  |
| 2007/2008 | Brons |
| 2008/2009 | 7e    |
| 2009/2010 | Goud  |
| 2010/2011 | Brons |
| 2011/2012 | 4e    |
| 2012/2013 | 6e    |
| 2013/2014 | 17e   |

| Datum            | Plaats      |
| ---------------- | ----------- |
| 9 november 2005  | Calgary     |
| 13 januari 2006  | Königssee   |
| 11 februari 2009 | Park City   |
| 20 november 2010 | Lake Placid |
| 8 januari 2010   | Königssee   |
| 10 december 2011 | La Plagne   |
| 2 februari 2012  | Whistler    |